# Les cloches de Corneville
Les Cloches de Corneville è un'Opéra-comique di Robert Planquette con il libretto di Louis François Clairville e Charles Gabet che ebbe la prima assoluta con successo al Théâtre des Folies-Dramatiques di Parigi il 19 aprile 1877 arrivando a 596 recite.
Il 22 ottobre successivo ebbe la prima al Fifth Avenue Theatre di New York come The Chimes of Normandy.
Il 28 febbraio 1878 ebbe la prima al Folly Theatre di Londra come The Bells of Corneville spostandosi il 1º agosto al Globe Theatre come The Chimes of Normandy arrivando a 705 recite.
Il 3 novembre successivo ebbe la prima al Teatro Bellini (Napoli) come Le campane di Corneville.
Il 23 ottobre 1883 ebbe la prima al Standard Theatre di Manhattan come Les Cloches de Corneville, il 14 dicembre 1884 a Brno ed il 10 settembre 1888 a Manaus come Os sinos de Corneville.
Nel 1889 arriva a 1100 recite al Théâtre des Folies-Dramatiques.
Il 20 maggio 1897 ebbe la prima al Teatro Amazonas di Manaus come Le campane di Corneville, il 1º ottobre al Théâtre de la Gaîté-Lyrique di Parigi, il 7 ottobre al Teatro Costanzi di Roma ed il 21 aprile 1902 al Victoria Theatre di New York come The Bells of Corneville.
Nel 1934 ebbe la prima a Mosca diretta da Kirill Kondrashin e nel 1940 al Théâtre Mogador di Parigi.

## Discografia
- Les Cloches de Corneville - Fernand Ledoux/Grand orchestre René/Jesus Etcheverry, 1957 BNF
- Les Cloches de Corneville (feat. Robert Jysor, Georges Foix, Hélène Regelly, Claire Brière & Descombes) - Paul Minsart Orchestra/Duvaleix, 1961 BNF
- Les Cloches de Corneville - Grand Orchestre/Pierre Dervaux/Huguette Boulangeot/Jean Giraudeau/Colette Riedinger, Isis
- Les Cloches De Corneville - Orchestre du Théatre de l'Opéra-Comique/Mady Mesplé, 1974 Warner EMI